# Harry Francois Sewberath Misser
Harry Francois Sewberath Misser (15 februari 1895 – 16 augustus 1961) was een Surinaams ambtenaar en politicus van de VHP.

## Biografie
Hij werd in Suriname geboren als zoon van Brits-Indische immigranten en kreeg als voornaam Rammaneruth. In 1925 koos hij officieel voor de voornamen Harry Francois en de geslachtsnaam Sewberath Misser. Hij was districtsklerk en bracht het tot districtssecretaris van Saramacca. Daarnaast was hij politicus. Bij de verkiezingen van 1951 werd hij als VHP-kandidaat verkozen tot lid van de Staten van Suriname. Bij de verkiezingen van 1955 werd hij herkozen en de NPS ging toen van 13 naar 2 zetels. VHP-leider Jagernath Lachmon bood vervolgens aan dat twee VHP-statenleden hun zetel zouden opgegeven ten behoeve van de NPS. Sewberath Misser zag af van zijn plek in het parlement waarna Johan Adolf Pengel bij de daaropvolgende tussentijdse verkiezingen volgens plan verkozen werd. Sewberath Misser overleed in 1961 op 66-jarige leeftijd.